# گئورگی موندزولفسکی
گئورگی گریگریویچ موندزولفسکی (روسی: Георгий Григорьевич Мондзолевский؛ زادهٔ ۲۶ ژانویهٔ ۱۹۳۴) بازیکن سابق والیبال اهل اتحاد جماهیر سوسیالیستی شوروی است.
دو مدال طلا المپیک ۱۹۶۴ و ۱۹۶۸ از دست آورد های او در زمان عضویت در تیم ملی والیبال روسیه به شمار می رود. وی در سال ۲۰۱۲ به عضویت تالار مشاهیر والیبال درآمده است.